# 연천 530GP 사건
연천 530GP 사건은 2005년 6월 19일 새벽 대한민국 경기도 연천군 중면 삼곶리 중부전선 비무장 지대(DMZ) 내 육군 28사단 소속 GP에서 일어난 피격 사건이다. 8명이 사망하고 2명이 다쳤고, 2명이 생존했다. 2008년 5월 7일 총기 난사 피의자로 지목된 김동민 일병에 대한 사형 판결이 확정되었다.

## 관련자
- 피의자 : 김동민 일병(1984년 8월 14일생, 당시 만 20세)
- 사건내용 : 내무반에 수류탄 1발을 던지고 K1 기관단총 44발을 발포해 6명이 현장에서 즉사, 이후 체력단련장으로 이동한 김동민 일병은 그 곳에서 만난 김종명 중위를 K1 기관단총으로 살해함.
- 사망자 : GP장 김종명 중위(26.학군 41기), 전영철(21), 조정웅(21), 박의원(22), 이태련(21), 차유철(21), 김인창(21), 이건욱(20) 당시 모두 상병
- 부상자 : 김유학 일병(20), 박준영 일병(20).

## 논란 및 의혹

### 조선인민군 공격 의혹
2007년 9월 28일, 연천군 총기 사건 유가족 대책위원회는 서울 한국프레스센터에서 기자 회견을 열어, 김동민 일병의 단독 범행이 아니라 작전 수행 중 북한의 공격을 받아 발생한 사건이라고 의혹을 제기하였다. 이후에도 유가족들과 보수단체들은 노무현 정부 차원에서 당시 남북관계를 위해 사건을 은폐했을 가능성을 제기하며, 특검 실시와 해당 사건의 재조사를 요구하는 시위를 지속적으로 열었다.

#### 군의 최초 상황 인식
당시 군 수사기록, 상황 보고서, 부대 일지, 장병 진술서 등에 따르면, 상황 근무자들과 GP 소대원들은 최초 상황이 발생했을 때 북한군의 공격으로 인지하고 있었다. "미상 적으로부터 530GP가 9발의 총격을 받았다는 내용 접수" "530GP 및 GOP와 전화를 해 대응 사격 실시 여부 지속 확인"(81연대 지휘통제실장 정판영 대위), "옥상 쪽으로 포를 쏘지는 않았나 하는 생각이 들었다" "북한군이 공용화기를 쏘아서 건물이 무너지는 것으로 알았다"(생존 소대원), "북쪽의 도발이라 판단됨"(관측장교 김희준 소위) 등 군이 최초에 북한군의 공격으로 인지하였다는 다수의 구체적인 진술이 있었다.

#### 피격 화기 종류 의혹
유가족들은 “GP 옥상 등에서 차단작전을 수행하다 북한의 미상화기(RPG-7) 9발의 공격을 받아 8명의 군인이 사망한 사건을 국방부가 가짜 범인을 내세워 은폐 조작했다”고 주장하였다. 또한 “전문가들이 사상자의 상처가 총이나 수류탄이 아닌 파편에 의한 것으로 보고 있다”며 “수류탄 파편 흔적이나 혈점이 없어 수류탄이 폭발한 것으로 볼 직접적인 증거도 없다”고 하면서 진상을 밝혀줄 것을 요구하였다.

### 김동민의 범행 부인
2008년 5월 7일 고등군사 재판정에서 김동민은 재판장에게 “궁금한 것이 있습니다”라며 질문을 했고, 재판장이 “무슨 질문이냐”라고 묻자, 김동민은 "재판관님 왜 직접적 증거도 없고, 목격자도 없는데 왜 저라고 확신하시죠?" 라고 말했다.

## 재수사
노무현 정부가 남북관계를 위해 북한군의 소행을 은폐했다고 일부 유족들과 시민단체가 지속적인 의혹을 제기하며 당시 시신을 검안했던 군의관을 검찰에 고발하였다. 이에 따라 2017년 3월, 사건 발생 12년 만에 검찰은 연천 530GP 사건에 대한 재수사에 착수하였다.

## 정치적 파장
윤광웅 국방부장관이 책임을 지고자 사의를 표명하였으나, 노무현 대통령은 이를 반려하였다.

## 같이 보기
- 강화도 해병대 총기 난사 사건
- 연천 예비군 훈련장 폭발 사건
- 양주 군부대 총기 난사 사건
- 강원도 고성 군부대 총기 난사 사건
- 우범곤 순경 총기 난사 사건
- 연천 후임병 폭행사망 사건
- 서울 내곡동 예비군 훈련장 총기 난사 사건
- 나콘랏차시마 총기 난사 사건
- 보호 관심 병사